# مسجد عمرية
مسجد عمرية (باليونانية: Τέμενος Ομεριέ)‏، (بالتركية: Ömeriye Camii)‏ هو مسجد في الجزء الجنوبي من مدينة نيقوسيا بجزيرة قبرص.